# Апачские войны
Апачские войны (англ. Apache Wars) — серия военных конфликтов между Соединёнными Штатами Америки и племенами индейцев-апачей на юго-западе страны в период с 1849 по 1886 год (хотя отдельные незначительные боевые действия продолжались до 1924 года, а первые столкновения зафиксированы ещё в 1847 году). Армия Конфедерации в начале 1860-х годов также приняла участие в войнах — например, в Техасе, прежде чем сражения в Гражданской войне в США в Нью-Мексико и Аризоне стали более интенсивными. Также в войне на стороне правительства США, особенно в первые десятилетия войны, активно участвовало ополчение из гражданского населения.
Апачи всегда существенно уступали своим противникам в численности и вооружении, но противопоставляли этому высокий боевой дух и хорошее знание местности, что позволяло им выигрывать ряд сражений. Грегори Мично, историк Индейских войн, указывает, что на юго-западе США было значительно больше конфликтов между правительством США и коренными американцами, нежели где бы то ни было, объясняя это в том числе существованием у племён апачей богатых военных традиций.
В конце концов все племена апачей были либо истреблены, либо насильно поселены в резервациях, а их исконные территории были заняты белыми переселенцами — фермерами и шахтёрами. Немалую роль в создании у населения (причём не только населения США) крайне негативного образа апачей сыграла пресса, действовавшая в том числе в интересах тех, кто желал завладеть богатыми ресурсами апачских земель.
Наряду с Войной за Чёрные Холмы Апачская война (которую правильнее всё же назвать Апачскими войнами, поскольку боевые действия велись с перерывами, а разные группы апачей действовали нередко отдельно друг от друга) является одним из последних крупных конфликтов между правительством США и индейцами в ходе так называемых Индейских войн, при этом одним из самых «дорогостоящих» не только в плане собственно денег, но и в плане человеческих жизней.

## Основная информация
История противостояния племён апачей с белыми насчитывает много десятилетий — их первыми противниками были ещё испанцы, впервые вступившие на их земли в XVI веке. После получения Мексикой в начале XIX века независимости от Испании противником апачей становятся мексиканцы.
Самые первые конфликты между апачами (самоназвание которых на их родном языке — T`Inde, Inde, N`dee, N`ne, что означает Люди) и американскими переселенцами начались в 1847 году во время Американо-мексиканской войны, особенно в ходе восстания Таоса.
Первая кампания армии Соединённых Штатов против апачей началась два года спустя — в 1849 году, последним крупным событием стала капитуляция апачского вождя Джеронимо в 1886 году. Тем не менее, апачи продолжали нападать на белых переселенцев как минимум до 1906 года. По состоянию на 1915 год группа апачей чирикауа, бежавших от власти американцев после поражения, всё ещё жила в Сьерра-Мадре на севере Мексики. Апачи боролись против колониальных притязаний со стороны испанцев и мексиканцев за десятилетия до начала конфликта с Соединёнными Штатами. Основные военные кампании периода Апачских войн произошли в области современного города Тусон в штате Аризона. Апачи не смогли остановить продвижение испанцев и мексиканцев и изгнать их из земель, завоёванных ими у других индейских племён, а впоследствии были вынуждены защищать уже свою непосредственную родину — в период более поздних Апачских войн. Различные племена апачей владели территориями, простирающимися от южной Калифорнии до западного Техаса, от северной Аризоны до севера Мексики и части Оклахомы.
В первый период войны — примерно в 1849-1875 годах — вооружённые конфликты часто возникали в результате так называемых рейдов апачей против белых переселенцев, в ходе которых они похищали их скот и имущество и иногда убивали американцев и мексиканцев. С первой половины 1860-х годов на границах апачских земель американцы начали возводить форты и наблюдательные пункты, чтобы держать в поле зрения каждое племя. Первым таким объектом стал построенный на границах Аризоны Форт-Бьюкенен, затем были построены Кэмп-Грант и Форт-Гудвин (позднее переименованный в Форт-Томас) для контроля над племенем пима, Форт-Верде и Фот-Макдоннел для контроля за тонто и явапаи и Форт-Боуи для контроля за чирикауа. Позже всего был возведён Форт-Апаче для контроля за территорией апачей Белых Гор и сибеку.
Во второй период войны — 1875-1886 годы — боевые действия с апачами вела преимущественно армия США, целью которой было насильственное переселение апачей в индейские резервации или же предотвращение побега племён из резерваций, если они уже были помещены туда. Третьим периодом войны можно условно считать период с 1886 по конец 1906 года, когда происходили мелкие стычки между небольшими группами апачей, до сих пор избежавших переселения в резервации, с одной стороны и силами Экспедиционного кавалерийского корпуса армии США и ополчением из переселенцев с другой.
Хотя американцы не делали никаких различий между рейдами и собственно войной, для всех племён апачей данные понятия отнюдь не были тождественны. Исторически сложилось так, что они совершали набеги на враждебные племена, а иногда и на группы других апачей, с целью похищения лошадей, провизии и захвата пленников. Но такие рейды не считались войной. Это были быстрые набеги, с конкретными поставленными задачами экономического характера, в которых участвовало обычно небольшое число воинов. Тогда как войну апачи вели, как правило, крупными силами, часто с привлечением всех мужчин племени, с целью достижения какого-либо возмездия.
Иногда апачи бывали спровоцированы для совершения нападения американскими и мексиканскими поселенцами и торговцами, которые спекулировали на поставках товаров племенам (а впоследствии — резервациям). Наиболее известными военными вождями апачей, возглавлявшими военные действия или рейды, были Мангас Колорадас, Кочис, Викторио, Ху и Джеронимо из племени чирикауа и Делшай из племени тонто. Они стояли во главе сопротивления апачей попыткам армии США насильно переселить их в резервации.

## Войнахикарилья
В начале Американо-мексиканской войны многие племена апачей обещали американским солдатам безопасный проход через свои земли, даже вступая с США в союз, тогда как другие племена сражались на стороне Мексики, противостоя американцам и повстанцам Нью-Мексико. Когда после окончания войны в 1848 году Соединённые Штаты устанавливали границу с Мексикой, вождь чирикауа-апачей Мангас Колорадас подписал с США мирный договор, признавая американцев в качестве завоевателей мексиканской земли. США также признавало за апачами права на их земли, однако в договоре, подписанном в Санта-Фе в 1851 году, говорилось, что апачи должны выполнить его условия немедленно, тогда как США выполнят свою часть обязательств только после того, как договор будет ратифицирован Конгрессом США. Конгресс США же никогда не ратифицировал этот договор. Вскоре после окончания войны хрупкий мир между апачами и белыми переселенцами был нарушен: у индейцев возник конфликт с белыми, прибывавшими в завоёванные территории в качестве золотоискателей после обнаружения залежей золота в горах Санта-Рита. 
Война хикарилья началась в 1849 году, когда несколько групп переселенцев подверглись нападению и были убиты индейцами на северо-востоке Нью-Мексико. Второе подобное нападение произошло в 1850 году, когда было убито несколько почтовых курьеров. Армия не вмешивалась в события до 1853 года. Сначала хикарилья одержали победу в битве при Синегуилле, затем американцы разбили их в каньоне Охо-Кальенте.

## Войначирикауа
В 1851 году один из вождей апачей Мангас Колорадас подвергся нападению группы шахтёров, которые привязали его к дереву и жестоко избили. Этот случай не был единичным: белые поселенцы неоднократно нарушали договор, заключённый между правительством США и апачами после Американо-мексиканской войны, что приводило к ответным репрессиям по отношению к белым переселенцам со стороны апачей. Хотя апачи также не были безгрешны, нередко воруя у белых скот. В декабре 1860 года шахтёры предприняли неожиданную атаку на лагерь апачей в отместку за очередную кражу скота, убив множество индейцев и взяв в плен тридцать женщин и детей; в отместку апачи также ответили атакой на многие фермы с похищением имущества белых и убийствами. 
В феврале 1861 года группа неустановленных апачей похитила пасынка фермера Джона Уорда около Соноты, Аризона, угнав также множество скота. Уорд пытался найти помощь у ближайшего гарнизона американской армии. В помощь Уорду для изучения деталей дела был направлен лейтенант Джордж Баском. Баском намеревался встретиться между Апаче-Пасс и Баттерфилдским дилижансковым трактом с апачским вождём Кочисом, которого он подозревал в преступлении, чтобы вернуть пасынка Уорда и украденный скот. В действительности же Кочис ничего не знал об инциденте и предложил его расследовать, чтобы найти настоящих виновных. Кочис, впервые вступивший в контакт с армией США ещё в конце 1850-х годов, первоначально не был настроен к ним враждебно и даже позволил им свободно пройти через свои земли.
Возмущённый Баском обвинил Кочиса в причастности к случаю. При встрече он захватил в плен Кочиса и нескольких сопровождавших его членов его семьи, когда те прибыли в палатку для переговоров. Тем не менее, Кочису и его людям удалось совершить побег. После этого события и дальнейших неудачных переговоров Кочис со своими людьми присоединился к войне против белых, в частности, захватив заложников на одной из станций дилижансового тракта после перестрелки.
Баском не желал производить предложенный ему несколько раз Кочисом обмен пленными, и тогда Кочис и его люди напали на проходящий поезд с пассажирами-мексиканцами. Они убили и ритуально изуродовали девятерых мексиканцев и взяли в плен трёх белых, которых позже убили. Затем они пытались устроить засаду на дилижансовом тракте, но это закончилось неудачей. Переговоры между Баскомом и Кочисом окончательно зашли в тупик, и Баском послал за подкреплением. Кочис убил четырёх остававшихся у него в руках белых пленников со станции Баттерфилд и прекратил переговоры. Баском, в свою очередь, приказал своему военному хирургу, доктору Бернарду Ирвину, повесить пленённых апачей. Этот обмен казнями, позже ставший известным как дело Баскома, который в основном и стал причиной последовавшей одиннадцатилетней войны между различными племенами апачей и американскими переселенцами, армией США и армией Конфедерации после начала Гражданской войны, а также многих последующих конфликтов. 
За месяцы 1861 года перед Гражданской войной с обеих сторон было множество актов насилия и захвата заложников с их последующим убийством. После начала Гражданской войны в апреле 1861 года Мангас Колорадас и Кочис, женатый на его дочери, заключили военный союз, целью которого было изгнание всех белых с территории апачей. В 1861-1862 годах апачи воевали как против армии Союза, так и против Конфедерации. В частности, сражения апачей с войсками конфедератов произошли у Тубака, каньона Кук, гор Флориды, Пинос-Альтос и Дрэгон-Спрингс. Другие группы апачей сражались также с повстанцами; в частности, воины племени мескалеро атаковали Форт-Дэвис и захватили там стадо скота 9 августа 1861 года, убив при этом двух американских солдат. Военные послали за ними в погоню патруль с целью вернуть скот, но апачи убили всех преследователей. Мангас Колорадас и Кочис объединили свои усилия с вождём Ху и известным воином Джеронимо. Они думали, что достигли определённого успеха, когда американцы закрыли Баттерфилдский дилижансовый тракт, а американские войска покинули территорию, однако в действительности это было связано с началом Гражданской войны.
Командование вооружённых сил США решило наступать против конфедераторов Аризоны в Нью-Мексико, послав колонну калифорнийских добровольцев под командованием полковника Джеймса Генри Карлтона. Колонна, ставшая позднее известной как Калифорнийская, двигалась по старому Баттерфилдскому тракту. В 1862 году войска столкнулись с Мангасом Колорадасом, Кочисом и их воинами. В произошедшей битве при Апаче-Пасс, в которой белые первыми открыли огонь, Мангас Колорадас был тяжело ранен в грудь, но выжил (его отправили в Мексику, где его смогли выходить), после чего стал призывать своих сторонников к миру с Соединёнными Штатами. 
В январе 1863 года Мангас Колорадас согласился встретить с американскими военными в Форт-Маклейн, около современного города Херли, Нью-Мексико, для переговоров и прибыл туда под белым флагом парламентёра, чтобы встретиться с бригадным генералом Джозефом Родманом Уэстом, офицером калифорнийского ополчения, но был жестоко им обманут. Вооружённые солдаты схватили Мангаса Колорадаса и по приказу Уэста жестоко пытали всю ночь, в том числе кололи его тело штыками, нагретыми на костре, после чего убили (так как он якобы пытался бежать), а на следующий день отрубили голову, сварили её и отправили череп в Смитсоновский институт, оставив изувеченное тело вождя в покинутом лагере, чтобы апачи затем обнаружили его. Эта ужасная расправа лишь увеличила враждебность апачей к белым. Кочис после убийства Мангаса Колорадаса укрылся в Драгунских горах, где оставался на протяжении последующих десяти лет, не прекращая партизанскую войну против белых: его силы, насчитывавшие порядка 300 воинов, провели целый ряд успешных атак на американские войска за эти годы; позже к ним присоединилась группа вождя Викторио, которая бежала из резервации Боск-Редондо. В качестве главного своего оружия эти отряды апачей использовали луки и стрелы.
Карлтон после убийства Мангаса Колорадаса решил заставить апачей и союзных им навахо поселиться в резервациях. Первоначально он намеревался сделать долину Рио-Гранде безопасной для европейских и американских переселенцев и исключить возможность нападений на путешественников. Карлтон начал с того, что попытался принудить различные группы мескалеро и навахо поселиться в резервации в Форт-Самнер. Он привлёк к этому Кита Карсона, бывшего когда-то другом навахо, - Карсон устроил настоящую облаву на индейцев, уничтожая их посевы и скот и вынудив их на так называемый долгий марш к Форт-Самнеру. Карлтон позднее участвовал в битве при Эдоуб-Уоллс.
В 1862 году в землях явапаи произошло небольшое сражение между американцами под командованием Теодора Боггса и небольшой группой апачей при Биг-Баг, Аризона. Боггс был сыном губернатора штата Миссури Лилбурна Боггса.
Война чирикауа не закончилась с убийством Мангаса Колорадаса и стала частью Техасско-Индейских войн с 1864 года.

## Техасско-индейские войны
Крупнейшим событием Техасско-индейских войн стала Первая битва у Эдоуб-Уоллс, состоявшаяся 25 ноября 1864 года, — одно из крупнейших сражений Индейских войн на Великих равнинах, в котором белым противостояли объединённые силы народов кайова, команчей и кайова-апачей, насчитывавшие более тысячи воинов. Сначала индейской армии удалось оттеснить американские войска к старым глинобитным зданиям на вершине близлежащего холма, но затем солдаты отбили несколько приступов, после чего индейцы прекратили штурм. Потери американской армии в этой битве составили шесть человек, потери индейцев — более пятидесяти, причём в этой битве был убит военный лидер кайова-апачей Железная Рубашка.

## Явапайские войны
В начале 1871 года группы апачских племён пиналеньо и араваипа (последних возглавлял вождь Эскиминзин), численностью около 150 человек, приняли решение жить под опекой командира американского военного лагеря Грант, находившегося возле рек Аравайпа и Сан-Педро. Индейцы предложили, что будут жить мирно у притоков этих рек, так как больше не в состоянии выносить бесконечных преследований со стороны армии. Военное командование форта первоначально не могло обещать им предоставление земель и направило информацию о предложении в органы власти для официального решения, однако ответ долго не приходил, в итоге военные разрешили апачам поселиться близ форта неофициально. Число жителей этого импровизированного посёлка быстро увеличивалось, индейцы стали выращивать кукурузу, производить из неё мескаль, налаживать торговлю продуктами питания и другими товарами с соседями, ведя себя сначала совершенно спокойно.
Тем не менее, 10 апреля этого года несколько апачей совершили рейд на Сан-Хавьер к югу от Тусона, угнав множество скота и лошадей. Кроме того, через три дня после этого инцидента четверо американцев были убиты в городе Сан-Педро. Несмотря на то, что город находился в 80 км от места их проживания и их участие в этом преступлении было маловероятным, убийцами были объявлены именно индейцы Кэмп-Гранта.
Месть не заставила себя ждать. 30 апреля  жители Тусона собрали группу из шести белых американцев, сорока восьми мексиканцев и девяноста двух воинов народа папаго и атаковали Кэмп-Грант, где произвели страшные разрушения и убили минимум 144 человека, включая женщин и детей. Некоторые индейцы попали в плен и впоследствии были отправлены на принудительные работы в Мексику. Данный инцидент стал известен как Резня в Кэмп-Гранте, и она послужила началом новой войны, хотя и довольно локального масштаба. Нападавшие затем были арестованы, но оправданы — якобы из-за отсутствия доказательств вины.
Эта война представляла собой большей частью нескоординированные атаки. Военная кампания против апачей была продолжена на протяжении 1870-х годов в битвах при каньоне Солт-Ривер и Туррет-Пик, являющихся яркими примерами насилия в Аризоне. Военные, а иногда и гражданские лица, преимущественно из района Тусона, часто преследовали различные группы апачей, чтобы положить конец их набегам, кражам скота и побегам из резерваций. Группы западных апачей присоединились к явапаям. Объединёнными усилиями они продолжили войну до 1875 года.

## Увеличение роли участия правительства США в Апачских войнах
После Резни в Кэмп-Гранте апачский вопрос привлёк большее внимание американского правительства, нежели ранее. В июне 1871 года командиром департамента Аризона был назначен генерал Джордж Крук. По прибытии в Форт-Апаче первым его действием было создание отряда разведчиков из апачей — того же народа, с которым он собирался воевать, — бывших лояльными американским властям, собираясь активно использовать их в будущем конфликте. Джордж Коулер, представитель Бюро по делам индейцев, в это же время провёл ряд встреч с индейскими вождями, в том числе с Эскиминзином. Вождь Делшай не приехал на встречу, но направил Коулеру письмо, в котором не отказывался от идеи мира и заявлял, что готов предоставить всем людям с белым цветом кожи свободный проезд по своим землям.
Однако более всего американцы были заинтересованы в переговорах с мятежным апачским вождём Кочисом, чей возраст к тому моменту уже исчислялся более чем 60 годами. Ни Коулер, ни Крук не были в силах договориться с ним о встрече, несмотря на то, что Крук отправлял к нему в горы индейцев-парламентёров, пытавшихся его разыскать. Единственным, с кем Кочис согласился говорить, стал генерал Гордон Грейнджер, пославший Кочису письмо, в котором предлагал встретиться в ущелье Аламоса. В этом месте находилось индейское агентство, которое передало Кочису и его людям приказ правительства поселиться в этом же месте, однако во время переговоров решение внезапно изменилось: теперь апачам предписывалось переселяться в Форт-Тулароса. Кочис отверг это предложение из-за крайне плохих условий проживания там, однако приказ правительства остался неизменным. Тогда Кочис и его люди приняли решение бежать во внутренние горные районы Аризоны.
В сентябре 1872 года была сформирована новая комиссия, целью которой было найти и захватить Кочиса, возглавляемая генералом Оливером Ховардом и Томом Джеффордсом, в прошлом — другом апачей, который даже имел апачское имя — Таглито. Благодаря переговорам в итоге апачи всё же согласились прекратить сопротивление и поселиться в резервации у гор Чирикауа, находящейся под управлением Джеффордса. Другие племена, как, например, тонто во главе с Делшаем, были отнюдь не столь удачливы, так как их вынудили поселиться в резервации близ Форт-Апаче в 1873 году. Условия проживания там были ужасными, поэтому они в итоге приняли решение бежать к реке Рио-Верде.
Во время этих событий произошло убийство солдата в индейском агентстве в Сан-Карлосе, индейской резервации у Белых гор в восточной Аризоне. Вскоре после инцидента, в убийстве были обвинены апачи Делшая. Объявив его розыск, генерал Крук обещал вознаградить того, кто принесёт ему голову Делшая или доставит его живым, и в июле 1874 года Делшай был приведён к нему двумя пленившими его людьми. В том же году умер Кочис, уже давно тяжело болевший. К 1875 году значительная часть апачей — около четырёх тысяч — уже была поселена в резервациях или бежала в Мексику.
После смерти Кочиса лидерство в племени чоконенов перешло к его сыну Тазе. Он не смог сохранить единство своего народа, а жизнь посвятил побегам из резервации и кражам скота. Из-за протестов поселенцев в этом регионе правительство приняло решение изолировать всех чирикауа в резервации Белых гор в 1875 году. Во главе резервации был поставлен Джон Клюм, член Бюро по делам индейцев. В 1876 году он получил приказ организовать переселение чирикауа в это место, но лишь половина из них сделала это, а другая бежала в Мексику под руководством вождя Гоятлая, более известного как Джеронимо.

## Война Викторио
Противостояние апачского вождя Викторио белым началось ещё в первой половине 1860-х годов, когда его люди присоединились к силам Кочиса, став его соратниками. В 1865 году уставшие от войны Викторио и ещё один апачский вождь, Нана, встретились с представителями американского военного командования, чтобы попытаться найти выход из затянувшегося конфликта. Американские представители выдвинули единственное условие — возвращение в резервацию Боск-Редондо, что индейцев устроить ни в коей мере не могло. Тем не менее, формально Викторио обещал подчиниться и отвести туда своих людей, но на деле не сделал этого, предпочтя частью партизанских сил Кочиса или бежать в Мексику, если того потребуют обстоятельства. Его люди продолжали устраивать засады на переселенцев и воровать у белых лошадей и скот весьма активно на протяжении пяти последующих лет. При этом любые преступления в этом районе в скором времени стали приписываться людям Кочиса.
В 1871 году комиссар по делам индейцев Эли Паркер пригласил лидеров апачей на встречу в Вашингтон, чтобы провести переговоры по установлению мира на апачских землях. К этому времени существовало уже четыре резервации для апачей в штатах Аризона и Нью-Мексико, и многие из них в конце концов соглашались на проживание там. Кочис, тем не менее, отверг предложение Паркера.
В 1879 году армия апачей под предводительством Викторио начала кампанию (более активную, чем предыдущие партизанские действия) против белых переселенцев в районе Альмы в штате Нью-Мексико. Устроив в этом местечке резню, ставшую известной как Резня в Альме, жертвами которой стали более сорока белых, апачи начали очередную войну, в которой им удалось даже осадить американский форт Тулароса. Тем не менее, победа в войне осталась за армией США.
Год спустя, в августе 1881 года, Джордж Джордан был одним из тех, кто сражался в битве у каньона Карризо на территории штата Нью-Мексико, завершившей войну. После победы сержант Джордан за свои действия на поле боя был награждён Медалью Конгресса.

## Война На-Тио-Тиша
Всего через несколько дней после боя у каньона Карризо в индейской резервации Форт-Апаче в Аризоне отряд солдат был послан расследовать недавние сообщения о массовых беспорядках среди апачей и для ареста апачского знахаря Ночайделклинне. Его арест тремя разведчиками-индейцами, состоящими на службе у правительства, произошёл мирно, точно так же без происшествий они добрались и до лагеря разведчиков, но сам лагерь к этому времени уже был занят последователями Ночайделклинне. Началась битва при Сибеку-Крик — одно из последних сражений Апачских войн, выигранное апачами, пусть и ценой потерь. На следующий день войска апачей напали на Форт-Апаче — в отместку за гибель Ночайделклинне, которая произошла днём раньше при Сибеку-Крик.
Весной 1882 года апачский воин На-Тио-Тиша возглавил отряд из шестидесяти воинов-апачей с Белых гор. В начале июля они устроили засаду и убили четырёх полицейских в Сан-Карлосе, включая начальника полиции. После этой успешной засады На-Тио-Тиша повёл свою группу воинов на северо-запад, через долину реки Тонто. Местные поселенцы в Аризоне были сильно встревожены этим и требовали защиты от армии США. Для противостояния апачам было послано четырнадцать кавалерийских рот армии из всех фортов в регионе.
В середине июля На-Тио-Тиша повёл своих воинов к Черри-Крик у Могольон-Рим, намереваясь достичь Дженерал-Спрингс, известного водоворота на Крук-Трейл. Заметив, что их группа преследуется одним отрядом американской конницы, апачи устроили засаду в семи милях к северу от Дженерал-Спрингс, где приток Ист-Клиар-Крик образует ущелье в Могольон-Риме. Апачи спрятались на противоположной стороне и ждали в засаде.
Преследовавшую их кавалерийскую роту возглавлял капитан Адна Чаффи. Главный разведчик роты Альберт Сибер обнаружил устроенную апачами ловушку и предупредил о ней войска. В течение ночи одинокая рота Чаффи была усилена ещё четырьмя, прибывшими из Форт-Апаче, под командованием майора Эванса. После этого началась битва при Биг-Драй-Уош, победу в которой одержали американцы.

## Война Джеронимо

### Завершение войны Викторио
Джеронимо был, вероятно, наиболее известным военным предводителем апачей этого периода, но не единственным. Известность он получил ещё в период зимы 1876-1877 годов, когда совершил множество краж скота, который он затем выменивал на различные вещи, оружие и алкоголь. Многие чирикауа проживали рядом с территорией агентства Охо-Кальенте, лидером которой был апачский вождь Викторио, ещё в 1870 году примирившийся с белыми. В этой ситуации в 1877 году правительство увидело возможность избавиться от угрозы со стороны чирикауа раз и навсегда: после смерти Кочиса политика США изменилась, и теперь всех чирикауа планировалось переселить в Сан-Карлос. Поэтому Джордж Клюм получил приказ арестовать Джеронимо в Белых горах, подстроив их встречу с Викторио; самого Викторио в ходе этой встречи также предполагалось арестовать, а индейцев хитростью заставить прийти в Сан-Карлос, используя это обстоятельство. Однако в итоге был арестован только Джеронимо, Викторио же арестован не был, но также вынужден был переселиться в Сан-Карлос. Джордж Клюм стал полновластным хозяином в резервации Охо-Кальенте.
Какое-то время ситуация в агентстве оставалась спокойной, однако вскоре после этого правительственные войска взяли её под свой контроль из-за предполагаемой угрозы со стороны вождей апачей, проживавших в этом месте. Это возмутило Клюма, который ушёл в отставку. В это же время погода сильно испортилась.
В скором времени условия жизни в ней из-за ухудшения климата стали невыносимыми, и в сентябре Викторио со своими сторонниками самовольно оставили резервацию, чтобы вернуться на свои старые земли в Охо-Кальенте. В 1878 году правительство отдало приказ Викторио возвратиться в Сан-Карлос, и Викторио с группой из 80 бойцов после этого бежал в горы. Тем не менее, вскоре он согласился на новые переговоры, по итогам которых апачам было разрешено поселиться у Форт-Тулароса, в Нью-Мексико. Позже, в 1879 году, Викторио были предъявлены обвинения в краже им и его людьми лошадей, но он, прежде чем его пришли арестовывать, бежал из резервации и возобновил партизанскую войну. С отрядом из 200 воинов он нападал на мексиканских фермеров и американских переселенцев и устраивал засады на военные патрули.
За его голову американское правительство назначило награду в 3000 долларов. Наконец, в 1880 году его отряд был окружён войсками, и в состоявшейся битве погибли 78 апачей, включая и самого Викторио. Однако его союзник, вождь Нана, избежал окружения с другой частью отряда и впоследствии продолжил партизанскую войну.
Из-за сложившейся ситуации в район резервации Белых гор были направлены дополнительные американские войска, стягивающиеся к резервации. Опасаясь ареста, семьсот апачей в сентябре 1881 года бежали из неё, включая Джеронимо, который опасался возможного ареста в том числе за свою прошлую деятельность. Группа, тем не менее, оставалась в родных краях и подстрекала оставшихся в резервации индейцев покинуть её и готовя атаку, но на них начал наступление отряд американской армии под командованием Джорджа Форсайта для отражения возможной атаки апачей. Апачам Джеронимо удалось избежать этого наступления, отступив к югу, в Мексику, но там они столкнулись с мексиканским пехотным полком, который уничтожил большую часть их, включая женщин и детей. Джеронимо же выжил и решил присоединиться к партизанам Наны.
19 апреля 1882 года другой вождь чирикауа, Ху, напал на резервацию Сан-Карлос и уговорил её вождя, Локо, бежать оттуда. Во время битвы воины Ху убили начальника полиции Альберта Стерлинга и Саготала, апача-полицейского на службе у правительства. Ху привёл Локо и около 700 апачей обратно в Мексику.

### Прибытие Джорджа Крука
Когда военная обстановка в регионе ухудшилась, численность гарнизонов американской армии в крепостях Форт-Апаче, Форт-Боуи и Форт-Томас значительно возросла. Весной 1883 года генерал Джордж Крук, имевший среди местного населения прозвище Серый Волк, был назначен ответственным за резервации Аризоны и Нью-Мексико, будучи призван взять ситуацию под контроль: пример Джеронимо и его партизан побуждал многих индейцев покидать резервацию.
С 200 союзными апачами он отправился в Мексику, так как между правительствами двух стран было заключено соглашение о том, что их армии могут пересекать границу, преследуя индейцев. Весной 1883 года он отыскал там лагерь Джеронимо, сначала некоторое время преследовал его, а затем с помощью Тома Хорна, переводчика, после ряда встреч убедил Джеронимо вернуться в резервацию Сан-Карлос, но при условии, если другие вожди поддержат это, что и случилось. Вожди Бонито, Локо и Нана согласились идти с Круком обратно. Ху остался в Мексике, где случайно умер в ноябре этого же года. Джеронимо не возвращался в США до февраля 1884 года. При этом он вновь украл у мексиканцев некоторое количество крупного рогатого скота и товаров, но Крук приказал всё вернуть обратно владельцам.
Крук предпринял некоторые реформы резерваций: его политика по отношению к индейцам, как и прошлые годы при переговорах с Кочисом, оставалась достаточно гуманной. Ведя личные беседы с индейцами, Крук узнал об их недоверчивом отношении к правительству. Кроме того, многие так называемые индейские агенты открыто обманывали апачей. Также невыносимой была осада поселенцев, которые требовали у индейцев всё новые земли и занимали их. Одной из реформ, начатых Круком, было разрешение апачам свободно избирать место проживания в рамках резервации, выселение шахтёров с территории резерваций и разрешение заключать контракты на поставки продовольствия непосредственно самим индейцам, а не переселенцам. Кроме того, он пытался организовать в резервации индейское самоуправление, как ранее делал Джордж Клюм. 
Но местные газеты критиковали его за то, что он был слишком снисходителен к апачам. Они буквально демонизировали Джеронимо. К 1885 году в резервации процветали бродяжничество, азартные игры и поножовщина. Сам Джеронимо однажды подрался с другим вождём, Чато, когда тот отказался бежать вместе с ним из резервации. 17 мая 1885 года Джеронимо, будучи пьяным и испуганным требованиями о его аресте и казни через повешение, напечатанными в газетах, снова бежал в Мексику. Его сопровождали вожди Мангас, Чиуауа и Нана; группа состояла в общей сложности из 35 мужчин, 101 женщины и 8 детей.
После бегства апачей газеты напечатали статью «Апачи на свободе!», а слово Джеронимо стало символом кровавой войны. Джеронимо же, тем не менее, стремился лишь достигнуть западной части Сьерра-Мадре в Мексике. Вскоре вождь Чиуауа с небольшим отрядом отделился от группы Джеронимо, и армия начала преследовать его. Чтобы выжить, он начал совершать разбойные нападения на жителей окрестностей, но все эти преступления приписывали не ему, а Джеронимо.
Под давлением местных газет, из которых особенно активной была Tombstone Epitaph, выпускавшаяся в Тусоне обществом «Тусон Ринг», весной 1886 года Крук отправился в погоню за Джеронимо; его сопровождали в том числе Чато и сын Кочиса, Альчис. Он настиг его у самой границы Мексики, в Сьерра-Мадре, в марте, где он пытался избежать преследования мексиканской армии. По некоторым данным, армейское командование начало переговоры с ними: 25 мая 1886 года Крук предложил Джеронимо безоговорочную капитуляцию и отправку на восток страны, во Флориду; Джеронимо согласился, но при условии, что через два года им позволят возвратиться в Аризону; Крук отказал. По пути в Форт-Боуи Джеронимо и возглавляемые им апачи всё же бежали, и Крук не смог их догнать. Не последнюю роль в их решении бежать сыграл некий местный фермер, который дал многим из апачей спиртного и рассказал им жуткие слухи о их будущей участи — будто бы всех их собираются повесить в Аризоне. 
Военный департамент объявил Круку выговор за провал, припомнив ему также его мягкое отношение к индейцам, после чего он ушёл в отставку.
Его место в апреле 1886 года занял бригадный генерал Нельсон Майлз. Он развернул более двух десятков гелиографов для координации действий 5000 солдат, 500 разведчиков-апачей, 100 разведчиков-навахо и около пяти тысяч гражданских ополченцев против Джеронимо и его отряда из всего лишь 24 воинов. Лейтенант Чарльз Гейтвуд и разведчики-чирикауа Мартин и Кайтах обнаружили Джеронимо и его людей в сентябре 1886 года в Сьерра-Мадре и убедили их сдаться Майлзу.
Джеронимо и его отряд, по численности всегда несоизмеримо уступая американским войскам, всё же сумели убить несколько десятков американцев и мексиканцев во время рейда на Медвежью Долину (Bear Valley) и подобных атак, которые они совершали во время своей войны с белыми. Военные взяли в плен Джеронимо и всех его людей, а также некоторых разведчиков-апачей, которые могли быть с ним связаны, и некоторых других людей (в частности — давно верного белым вождя араваипа Эскиминзина), и перевезли их затем на Восток, во Флориду, в качестве военнопленных. Президент Гровер Кливленд первоначально требовал повесить Джеронимо, но позже смягчился под влиянием протестов общественности. Некоторые из апачей и их семей были арестованы в Форт-Мэрион, а также во Флориде.
Рядом с местом, где был расположен Форт-Мэрион, находился курортный городок Сант-Августин, в котором отдыхали многие северяне, среди которых были учителя и миссионеры, заинтересовавшиеся судьбой пленных апачей. Добровольцы из их числа принимали участие в попытках обучения апачей говорить и писать по-английски, рассказать им об основах христианской религии и американской культуры. Многие жители собрали средства для отправки 20 юношей-апачей для обучения в колледже, после того как они были освобождены из заключения. Большинство из них было принято в Исторический чёрный колледж института Хамптона. Многие апачи, тем не менее, погибли в тюрьмах и от непривычного климата, холода и влажности, заразившись туберкулёзом и менингитом. Позже дети-апачи были отправлены в трудовой интернат Карлайл в Пенсильвании, где 50 из них погибли. 
После тюремного заключения многие апачи также были размещены в казармах Маунт-Вернон в Алабаме. В конце концов по прошествии двадцати шести лет апачи во Флориде были освобождены и могли вернуться на юго-запад, в Аризону, как, в частности, случилось с Эскиминзином и араваипами, но Джеронимо еще до этого, в 1894 году, был отправлен в Форт-Силл, Территория Оклахома, — ему на родину было возвращаться запрещено. Там в 1909 году он и умер. Некоторые другие апачи также были переселены в Оклахому; многие чирикауа и мескалеро остались жить в Нью-Мексико, где проживают и поныне.

## Менее известные стычки
Помимо войн Кочиса и Джеронимо, было также много других, гораздо менее известных сражений. Так, в Аризоне в начале 1864 года действовал некий белый бандит Король Вусли, который, явившись однажды на встречу апачей, приказал своим людям расстрелять их всех (это событие носит название bloody tanks). В том же году апачи и явапаи убили американского солдата, который взял на воспитание найденного им мальчика-туземца. Мальчик был возвращён в племя, но белые ответили военными действиями, в ходе которых множество апачей было уничтожено.
Явапаи также были вовлечены в локальные конфликты: например, в сражении у пещеры Черепа рядом с каньоном Лейк они потеряли 76 человек, а в сражении при Туррет-Пик — 50. В конце концов они в количестве 2300 человек были вынуждены поселиться в резервации у Рио-Верде. Ситуация с продовольствием и санитарные условия там были ужасные, в феврале 1875 года резервация была закрыта, и 1500 явапаев были отправлены  в резервацию Сан-Карлос.

## Последующие сражения
Несмотря на капитуляцию Джеронимо и его воинов в 1886 году, воины апачей продолжали сопротивление американцам и мексиканцам. Кавалерия США совершила несколько военных экспедиций против апачей после 1886 года. Во время одной из них силы 4-го кавалерийского и 10-го кавалерийского полков под командованием первого лейтенанта Джеймса Уотсона преследовали отступавших индейских воинов к северу от Глоба, Аризона, вдоль реки Солт-Ривер. Сержант Джеймс Дэниэлс роты L 4-го кавалерийского полка и сержант Уильям Макбриар взвода K 10-го кавалерийского полка стали последними известными солдатами, получившими Медаль Почёта за свои действия в Апачской войне. Оба они были награждены за «беспримерное мужество и героизм» во время атаки апачей 7 марта 1890 года. Рядовой Броуди из взвода A Индейских скаутов также был награждён за «верность, ревностность и огромное упорство, какие только возможно встретить среди скаутов апачей».